# Polittico Averoldi
Il Polittico Averoldi è un dipinto a olio su tavola (278x292 cm) di Tiziano, databile al 1520-1522 e conservato nella collegiata dei Santi Nazaro e Celso a Brescia. È firmato e datato "Ticianus Faciebat / MDXXII" sulla colonna nel pannello di San Sebastiano. Un altro San Sebastiano di Tiziano si trova al museo dell'Ermitage di San Pietroburgo. Definita come uno dei più grandi capolavori della storia della pittura, in quest'opera spicca la figura di San Sebastiano, considerata come uno dei nudi maschili più perfetti della storia dell'arte.

## Storia

### La commissione e il tentato furto delSan Sebastiano
il 29 settembre 1519 Alfonso I d'Este, duca di Ferrara, invia una lettera perentoria a Jacopo Tebaldi, suo ambasciatore a Venezia, perché sia sollecitato a Tiziano il compimento dei Baccanali per i Camerini d'alabastro, ovvero Bacco e Arianna, il Baccanale degli Andrii e la Festa degli amorini. Nella lettera di risposta, datata 10 ottobre, il Tebaldi informa che il ritardo è dovuto al fatto che il prelato Altobello Averoldi, da lui indicato solamente con il rispettoso titolo di "Reverentissimo", «qui vol far fare una opera de pictura, et magistro Titiano è stato seco in longa praticha sopra ciò, secundo ch'io ho inteso da amici mei, et magistro Titiano non me l'ha negato».

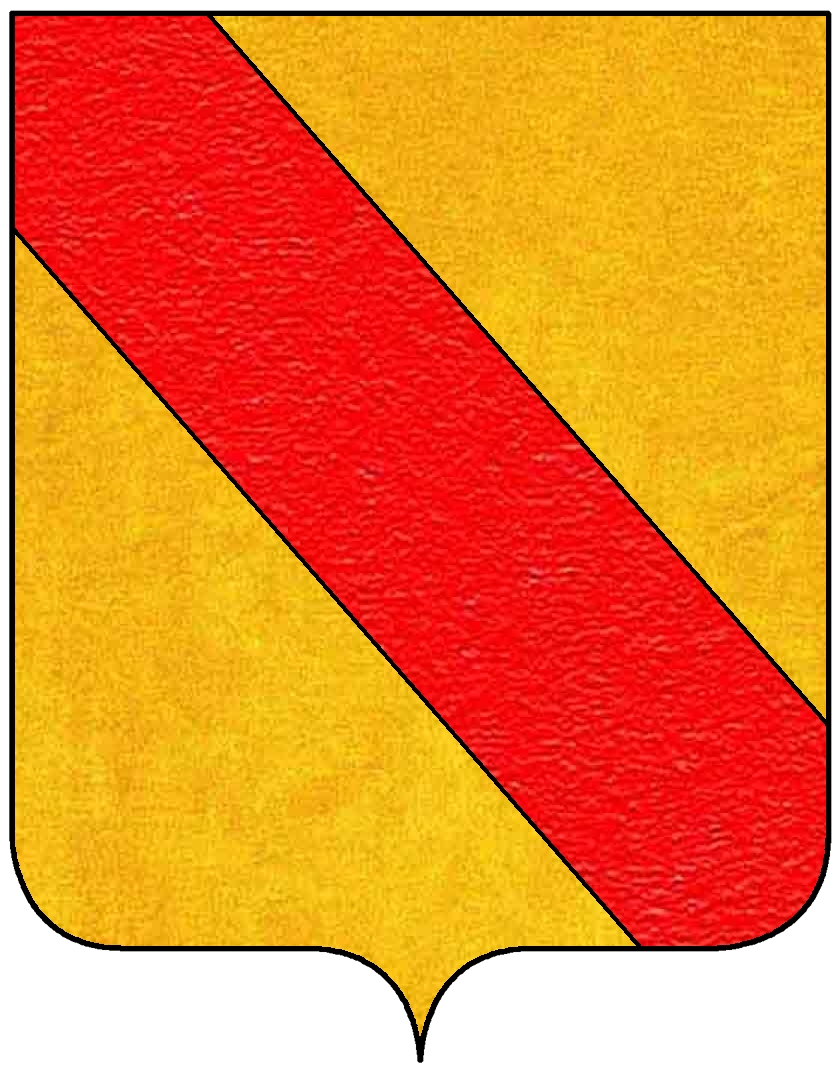
Stemma degli Averoldi

Cioè, il ritardo nella consegna dei Baccanali è stato causato dalla "longa praticha" che ha impegnato Tiziano su una "opera de pictura" commissionatagli da Altobello Averoldi. La notizia è di notevole importanza, poiché contribuisce a fissare al 1519 l'anno della commissione, da parte dell'Averoldi, del polittico da collocare nel coro della chiesa dei Santi Nazaro e Celso a Brescia. In quell'anno, l'Averoldi risiedeva a Venezia in qualità di nunzio apostolico presso la Serenissima, carica che deteneva dal 1517 e manterrà fino al 1523, per poi riottenerla dal 1526 al 1530. In questo periodo, nel suo studio presso la chiesa di San Samuele, Tiziano sta lavorando, oltre ai Baccanali del duca di Ferrara, alla Pala Pesaro, alla Pala Gozzi e al polittico di Brescia: il Tebaldi, però, nella sua lettera di risposta sembra far capire che il ritardo nella consegna dei dipinti sia imputabile unicamente all'impegno contratto con l'Averoldi.
Jacopo Tebaldi scrive nuovamente al duca di Ferrara il 25 novembre 1520, più di un anno dopo, informandolo che Tiziano ha portato a termine, per l'Averoldi, una tavola con "uno Sancto Sebastiano, del quale multo si discorre in questa terra, per essere cosa bellissima". Il Tebaldi era, per ufficio, un assiduo frequentatore dello studio del pittore e, oltretutto, era molto abile a captare le dicerie: la notizia del compimento della tavola dovette essergli giunta per via indiretta e, infatti, la lettera del 25 novembre al duca appare come un vero e proprio resoconto, parola per parola, del colloquio avuto con Tiziano per convincerlo a confermargli la veridicità dell'informazione. Dopo essere stato circuito dal Tebaldi con osservazioni ironiche e aggressive ("...queste vostre ragioni non son meglio colorate, che siano le picture vostre, ma potete ben meco confessare [...] che avete gustato delli denari di questi preti..."), Tiziano finalmente confessa di aver ultimato la tavola e di aver pattuito con l'Averoldi un compenso di duecento ducati per l'esecuzione dell'intero polittico. Gli mostra quindi il dipinto e l'ambasciatore, prontamente, riporta nella sua lettera "che questo sancto Sebastiano vale tutti epsi 200 ducati", accennando a una possibile acquisizione dell'opera.
Nella successiva lettera dell'ambasciatore al duca, datata 1º dicembre 1520, emerge senza mezzi termini la pianificazione di un vero e proprio furto del San Sebastiano, organizzato completamente dal Tebaldi ai danni dell'Averoldi. La proposta dell'astuto ambasciatore arriva dopo aver descritto la tavola come una "scuola del mondo":
(Jacopo Tebaldi, lettera a Alfonso I d'Este, 1 dicembre 1520)
Diminuita la folla nello studio, il Tebaldi prosegue raccontando di aver preso "in discosto" Tiziano e di avergli detto "ch'el era gettato via questa pictura, a darla a prete, et ch'el la porti a Brixia, [...] confortandolo a darla a Excellentia Vostra, quando a quella gli piacesse de haverla". Tiziano risponde di non sapere "qual partito pigliare per fare questo furto" ma, prontamente, il Tebaldi ribatte che avrebbe pensato a tutto il duca e che, d'altronde, "se potria subito dare principio ad una altra simile, et poi uno giorno voltarli il capo, una gamba, on brazo etc". Il pittore finisce per accettare la truffa: Tebaldi lo dice "paratissimo per far ogni cosa, pur ch'el possa, et sapia, che sia grata alla Excellentia Vostra".
Per trasformare la tavola, concepita come parte di un polittico, in pezzo autonomo, necessita di un'aggiunta che integri il gomito e la mano del braccio sinistro, mancanti. È sempre il Tebaldi, nella lettera del 1º dicembre, a fornire una soluzione anche a questo problema, concludendo il messaggio con le dovute raccomandazioni alla discrezione:
(Jacopo Tebaldi, lettera a Alfonso I d'Este, 1 dicembre 1520)
La risposta da Alfonso I d'Este, datata al 17 dicembre, dimostra un interesse secondario sulla questione dell'aggiunta e una preoccupazione maggiore, invece, per il prezzo dell'opera:
(Alfonso I d'Este, lettera a Jacopo Tebaldi, 17 dicembre 1520)
Tebaldi risponde solamente tre giorni dopo, informando il duca di aver convinto Tiziano a ricevere sessanta ducati come compenso per la tavola e di approntare una copia da consegnare poi all'Averoldi:
(Jacopo Tebaldi, lettera a Alfonso I d'Este, 20 dicembre 1520)
Entro tre giorni arriva la risposta definitiva del duca che, improvvisamente, lascia cadere l'intera trattativa per non commettere "ingiuria" verso Altobello Averoldi, probabilmente intimorito anche dalla carica di nunzio apostolico che il prelato, come detto, aveva presso la Serenissima:
(Alfonso I d'Este, lettera a Jacopo Tebaldi, 23 dicembre 1520)
Secondo Francesco Valcanover, che scrive nel 1969, la prima versione del San Sebastiano, legato a una colonna come negli schizzi preparatori e non a un albero, potrebbe comunque aver lasciato precocemente lo studio di Tiziano per essere inviata alla corte di Mantova dopo il rifiuto di Alfonso I d'Este. Un San Sebastiano alla colonna è infatti citato tra i dipinti venduti dai Gonzaga a Carlo I d'Inghilterra, ma da allora se ne sono perdute le tracce. In ogni caso, venuta meno la truffa ai danni dell'Averoldi, che verosimilmente non ne verrà mai a conoscenza, il polittico viene completato nelle parti ancora mancanti entro il 1522, data riportata, insieme alla firma dell'autore, sul rocchio di colonna a terra nel San Sebastiano, in basso a sinistra: "Ticianvs faciebat / M.D.XXII".

### L'arrivo a Brescia
L'opera arriva a Brescia nello stesso maggio del 1522 e viene montata all'altare maggiore della chiesa della collegiata, all'interno di una ricca cornice in legno dorato, probabilmente molto estesa. Il polittico trova subito a protezione due grandi antoni dipinti dal Moretto, raffiguranti i due santi titolari della chiesa.

### L'intervento ottocentesco
La tavola trascorre indenne il rifacimento in gusto barocco degli interni della chiesa e, soprattutto, l'integrale ricostruzione dell'edificio in stile neoclassico operata nella seconda metà del Settecento: il polittico mantiene la sua dignità di pala dell'altare maggiore e viene semplicemente ricollocato al suo posto.
Tra il 1824 e il 1826, su progetto di Antonio Vigliani, le cinque tavole vengono estratte dalla cornice originale per essere ricollocate in una nuova in marmi lavorati, riprogettando parallelamente l'intero alloggiamento dell'opera nel coro della chiesa. La collaborazione o, addirittura, la paternità del progetto da parte di Rodolfo Vantini, al quale spesso è attribuito l'intervento, non è rilevabile nei documenti e dovette pertanto essere estraneo alla vicenda. La carpenteria originale va perduta e viene salvata solamente una medaglia commemorativa, infissa in un punto imprecisabile, recante i nomi dell'autore, dell'Averoldi e dei santi titolari della chiesa.

## Descrizione e stile

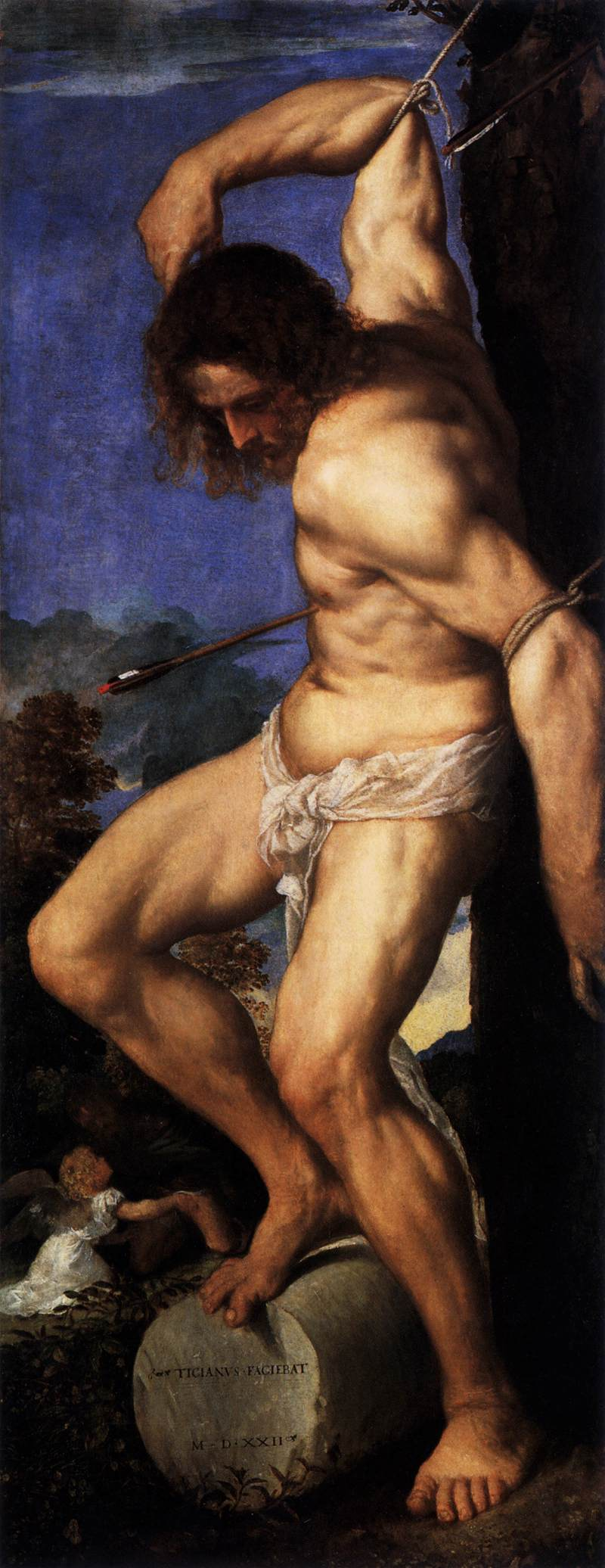
San Sebastiano

La creazione di un polittico, tipologia di pala d'altare a scomparti piuttosto antiquata, fu sicuramente una richiesta esplicita del committente, che Tiziano risolse conferendo una straordinaria unità ai cinque pannelli. Non si trattava però dell'unità spaziale delle architetture o del paesaggio già sperimentata dai pittori quattrocenteschi, ma, con una spiccata originalità inventiva, di un'unità di colore, di luce e di direttrici dinamiche, che convergono verso la grande scena centrale. La presenza di un fulcro fa quindi da elemento catalizzatore per l'intera rappresentazione.
I pannelli sono:
- Resurrezione di Cristo, 278x122 cm
- Santi Nazaro e Celso con Altobello Averoldi, 170x65 cm
- San Sebastiano e san Rocco, 170x65,
- Angelo annunciante, 79x65 cm
- Vergine annunciata, 79x65 cm

L'opera fu un esempio fondamentale per la pittura rinascimentale bresciana: il polittico, infatti, giunse in città proprio in concomitanza dei cicli di affresco che, rispettivamente, il Romanino e il Moretto stavano eseguendo a due mani e contemporaneamente per la cappella del Santissimo Sacramento, nella chiesa di San Giovanni Evangelista. I due artisti bresciani, dunque, nella piena e forte identità che l'arte bresciana aveva raggiunto al tempo, instaurarono in questi cicli di affreschi, ritenuti la più alta espressione dell'arte pittorica bresciana, un fitto dialogo con l'opera di Tiziano. Nondimeno, sarebbe difficile immaginare i bagliori luministici e gli effetti di chiaroscuro di Moretto e Savoldo senza questo fondamentale modello, soprattutto nelle figure dell'Annunciazione.

### Resurrezione
La scena centrale della Resurrezione rinnova l'iconografia tradizionale combinandosi con quella dell'Ascensione. Un Cristo trionfante si manifesta sfolgorante in cielo, impugnando il vessillo crociato come emblema del Cristianesimo. La sua figura, di straordinaria forza espressiva e bellezza anatomica, si erge inondata dalla luce, soprattutto per contrasto con lo sfondo delle prime ore del mattino e con i soldati nell'ombra in basso, rischiarati appena da qualche riflesso sull'armatura di uno di essi.
Nell'opera Tiziano dimostrò di aver assimilato e rielaborato le recentissime innovazioni romane di Raffaello: in particolare la Trasfigurazione per la posa e il ruolo centripeto giocato dal Cristo, e l'affresco della Liberazione di san Pietro, come le atmosfere notturne. Il gesto di Cristo che spalanca le braccia può anche essere letto come una citazione colta del Gruppo del Laocoonte, e il suo modellato anatomico come un omaggio alla perfezione della statuaria antica. Lo sfondo poi, rigato dai riflessi arancio che rievocano l'alba della nuova era cristiana inaugurata dalla Resurrezione, rimandano al sentire atmosferico e paesistico delle opere della scuola danubiana, alla quale fa pensare anche l'architettura nordica della Gerusalemme ideale sullo sfondo.

### Santi Nazario e Celso col committente
Il pannello sinistro mostra i Santi Nazario e Celso con donatore. I due titolari della chiesa sono rappresentati sullo sfondo di un cielo cupo, con Nazario in particolare, vestito di un'armatura pure accesa di riflessi, che indica al committente inginocchiato la figura di Cristo, seguito dal discepolo Celso. La scena è la più tradizionale e la meno dinamica del polittico, ma vi spicca comunque l'inteso ritratto del committente, inginocchiato di profilo come consueto. Il volto solcato dai segni dell'età, reso con precisione ma senza intaccare la dignità dell'individuo, ricorda il ritratto di Sigismondo de' Conti nella Madonna di Foligno di Raffaello.
L'atmosfera pacata e i toni smorzati dei colori sarebbero un estremo omaggio all'antico maestro Giorgione.

### San Sebastiano
Il Martirio di san Sebastiano, rappresentato nel pannello destro, mostra il santo in una complicata posizione, caratterizzata da un gusto per la torsione di derivazione michelangiolesca, che esalta l'eroica anatomia scultorea. Il modello è da ricercare probabilmente nei Prigioni (in particolare lo Schiavo morente), nel personaggio in scorcio trasversale nella Punizione di Aman della volta della Cappella Sistina o nei personaggi concitati degli affreschi della Stanza dell'Incendio di Borgo. Le braccia sono infatti legate ad altezze diverse a un tronco, mentre in basso una colonna crollata fa da appoggio per il piede destro, variando la disposizione delle gambe. Il corpo appare fiaccato dal martirio, con la freccia che trafigge il petto, ma la sua prorompente muscolatura e la testa che sembra rialzarsi ne preannunciano già il trionfo.
Singolare è la somiglianza tra Sebastiano e il Cristo, sovrapponibile anche alle fattezze di Tiziano, allora trentenne.
Nel paesaggio sullo sfondo un angelo, che indica Sebastiano, dialoga con san Rocco, il santo che con Sebastiano era evocato per proteggersi dalle pestilenze: le sue gambe sono infatti scoperte, come dall'iconografia tradizionale, per mostrare le piaghe del morbo.

La presenza della firma, elemento tipico di quando un dipinto veniva spedito lontano dalla città in cui era attiva la bottega dell'artista, è stata anche letta, da Rona Goffen, come una sorta di guanto sfida lanciato dal pittore ai maestri che allora raccoglievano i maggiori consensi, cioè Michelangelo e Raffaello: non a caso si troverebbe sul rocchio marmoreo della colonna, materiale delle sculture del Buonarroti.

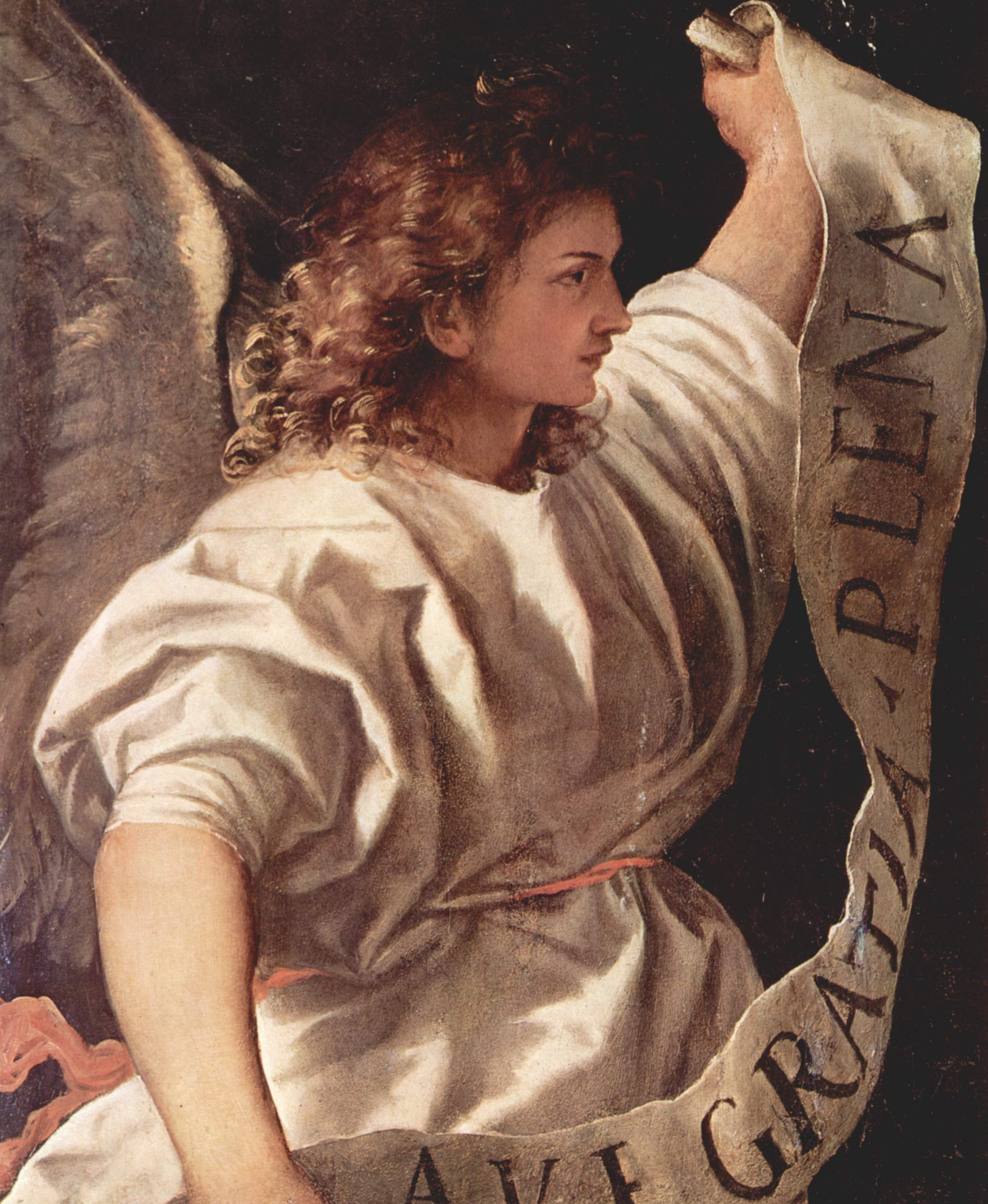
L'Angelo

Di questo pannello esistono due disegni preparatori, uno al Kupferstichkabinett di Berlino (16,2x13,6), in cui la figura è legata a una colonna e oggetto di sei schizzi, e uno allo Städel di Francoforte (18,3x11,5), in cui varia l'inclinazione del rocchio della colonna a terra.

### Annunciazione
I due pannelli superiori mostrano l'Annunciazione, divisa tra l'Angelo, a sinistra, e la Vergine a destra, secondo uno schema esistente fin dal medioevo. Tiziano inondò le due figure di una luce vibrante, soprattutto l'Angelo che è investito da dietro e le cui pieghe della veste bianca generano un vivace contrasto tra luci e ombre. La sua figura compie il gesto dinamico, sviluppato in profondità lungo la diagonale, come il San Sebastiano, di srotolare un cartiglio dove si leggono le parole evangeliche "Ave Maria Gratia Plena". Maria è colpita da una luce più soffusa, che meglio si adatta al carattere intimo dell'ambientazione domestica in cui ricevette l'annuncio.
L'atmosfera è assorta, con una pacata ma poetica intensità di sentimento.